# Sanjing (sockenhuvudort i Kina, Heilongjiang Sheng, lat 47,11, long 127,03)
Sanjing (kinesiska: 三井, 三井乡) är en sockenhuvudort i Kina. Den ligger i provinsen Heilongjiang, i den nordöstra delen av landet, omkring 150 kilometer norr om provinshuvudstaden Harbin. Antalet invånare är 30 182. Befolkningen består av 14 984 kvinnor och 15 198 män. Barn under 15 år utgör 13,0 %, vuxna 15-64 år 79 %, och äldre över 65 år 7,0 %.
Runt Sanjing är det tätbefolkat, med 297 invånare per kvadratkilometer. Närmaste större samhälle är Suileng, 16,3 km norr om Sanjing. Trakten runt Sanjing består till största delen av jordbruksmark.
Genomsnittlig årsnederbörd är 937 millimeter. Den regnigaste månaden är juli, med i genomsnitt 264 mm nederbörd, och den torraste är januari, med 12 mm nederbörd.